# جانگ زئی
جانگ زئی (به پین‌یینی: Zhāng Zǐyí) (زادهٔ ۹ فوریه ۱۹۷۹) بازیگر چینی است. جانگ به‌عنوان یکی از چهار بازیگر زن اپرای چینی دن در صنعت سینمای چین، همراه با ژائو وی، ''شو جینگ‌لی و ژو شون، توسط رسانه‌ها کشف شد. جانگ به واسطه اعتبار ملی و جهانی خود با کارگردان بزرگی همچون ژانگ ییمو، انگ لی، وونگ کار وای، چن کایگه، تسوئی هارک، لو یه، سیجون سوزوکی، فنگ شیائوگانگ و راب مارشال کار کرده است.
او با بازی در نقش‌های اصلی در فیلم‌های ببر خیزان، اژدهای پنهان (۲۰۰۰)، هنگامه ۲ (۲۰۰۱)، خانه خنجرهای پران (۲۰۰۴) و خاطرات یک گیشا (۲۰۰۵) در غرب به شهرت رسید.

## بخشی از جوایز و افتخارات
جانگ به‌خاطر نقش‌آفرینی‌هایش، تاکنون نامزد جوایز پرشماری از جمله سه جایزه بفتا و یک جایزه گولدن گلوب شده‌است. وی برای فیلم ببر خیزان، اژدهای پنهان کاندیدای بفتای بهترین بازیگر نقش مکمل زن شد و در سال ۲۰۰۴ برای فیلم خانه خنجرهای پران بار دیگر کاندیدای بهترین بازیگر نقش اول زن شد.
- کاندیدای بفتای بهترین بازیگر نقش اول زن برای فیلم خاطرات یک گیشا در سال ۲۰۰۵

## فیلم‌شناسی
| سال  | نام                     | نقش          |
| ---- | ----------------------- | ------------ |
| ۱۹۹۹ | مادر و پدر من           | جائو دی      |
| ۲۰۰۰ | ببر خیزان، اژدهای پنهان | جِن یو        |
| ۲۰۰۱ | ساعت شلوغی ۲            | هولی         |
| ۲۰۰۱ | افسانه زو               | جوی          |
| ۲۰۰۲ | قهرمان                  | ماه          |
| ۲۰۰۴ | ۲۰۴۶                    | بای لینگ     |
| ۲۰۰۴ | خانه خنجرهای پران       | مِی           |
| ۲۰۰۵ | خاطرات یک گیشا          | چیو ساکاموتو |
| ۲۰۰۷ | تی‌ام‌ان‌تی                | کارایی(صدا)  |
| ۲۰۰۸ | مفتون ابدی              | مِنگ شیائودُنگ |
| ۲۰۰۹ | تأسیس جمهوری            | گُنگ پِنگ      |
| ۲۰۱۲ | روابط خطرناک            | دو فنیو      |
| ۲۰۱۳ | استاد بزرگ              | گُنگ اِر       |
| ۲۰۱۴ | گذرگاه                  | یو جِن        |
| ۲۰۱۸ | پارادوکس کلاورفیلد      | تَم           |
| ۲۰۱۹ | گودزیلا: سلطان هیولاها  | دکتر ایلِن چن |
| ۲۰۱۹ | کوهنوردان               | شو یینگ      |
| ۲۰۲۱ | گودزیلا در برابر کونگ   | دکتر ایلِن چن |